# BaserCMS
baserCMS（ベーサーシーエムエス）は、PHP (CakePHP) で開発された国産のウェブサイト向けコンテンツ管理システム (CMS)。「ウェブサイト制作プラットフォームとして最適な国産CMS」をコンセプトに開発がすすめられており、オープンソース（現行バージョンはMIT License）として無償配布されている。なお、baserCMSの開発は、baserCMSのユーザーコミュニティであるbaserCMSユーザー会によって行われている。

## 概要
福岡県のフリープログラマである江頭竜二（現 株式会社キャッチアップ 代表取締役）によって開発され、当初はキャッチアップの自社CMSだったが、2009年12月にオープンソースとしてver.1.5.1が公開された。それ以降も順調にバージョンアップを重ね、2021年7月現在の最新バージョンは4.5.0となっている。
baserCMSをオープンソースにした経緯については、『エガシラ氏が参加している福岡市内のIT系コミュニティーで出会った友人より「オープンソースにしたら？」というアドバイスを受けて考えだした』と言われている。2014年4月17日にbaserCMSユーザー会の活動をサポートするためのNPO法人ベーサーファウンデーションを設立しbaserCMSの開発活動が継続できるよう組織されている。

### バージョン5系統
2019年11月よりCakePHPの新しいバージョンに対応したbaserCMSの開発を開始している。コードネームはucmitzとされ開発における議論内容は公開されていて誰でも閲覧することが出来る。
2023年4月19日にbaserCMS5として正式版がリリースされた。

### バージョン4系統
2016年9月に公開された現行バージョンで、ウェブサイトにおけるコンテンツ管理へツリー構造の概念を取り入れたアップデートが行われており、マルチデバイス、マルチドメインをひとつの管理システムより統合的に管理できる仕組みへと変更された。
2018年3月に公開された4.1.0で、i18n を導入し、国際化に対応した。この対応により言語別テンプレートを準備することで多言語でのサイト公開を行うことが容易になった。
2022年9月に公開された4.7.0で、PHP8に対応し最新のPHPのメジャーバージョンに対応となった。

### バージョン3系統
2013年12月に公開されたバージョンで、CakePHPの現行バージョン（ver.2系統）への対応が行われており、当バージョンの公開により、わざわざ古いバージョンのCakePHPに合わせて開発する必要が無くなった。

### バージョン2系統
それまでver.1.7として開発されていたが、バージョン1系統のライセンスと管理画面デザインを大幅に変更し、2012年5月にメジャーバージョンを2と改めたものが公開された。なお、CakePHPのバージョンは1.2系で、前バージョンと同じままであった。

#### バージョン2からバージョン3への移行
テーマやプラグインについて、GitHubでマイグレード用のプログラム「BcAddonMigrator」が無償配布されており、シンプルなものであればこのBcAddonMigratorで対応が可能である。

## 各バージョンのリリース日とサポート期限
| バージョン | 初回リリース日 | フレームワーク | メンテナンス期限 |
| ---------- | -------------- | -------------- | ---------------- |
| 1          | 2011年         | CakePHP1       | 終了             |
| 2          | 2012年5月1日   | CakePHP1       | 2015年12月24日   |
| 3          | 2013年12月25日 | CakePHP2.5     | 2019年10月6日    |
| 4          | 2016年9月7日   | CakePHP2.8     | -                |
| 4.2        | 2019年6月19日  | CakePHP2.10    | -                |
| 4.5.6      | 2022年2月24日  | CakePHP2.10.24 | 2025年4月18日    |
| 5.0.0      | 2023年4月19日  | CakePHP4.4     |                  |

## 特徴
- 国産であるため、ソースコードのコメントなどが日本語で書かれており、国内利用者にはカスタマイズがしやすい。また公式フォーラムも日本語で利用できる。
- コーポレートサイトをメインターゲットとしたCMSであるため、固定ページ管理、問い合せフォーム管理などが使いやすく、ブログ機能も備えている。
- ブログと問い合せフォームについて、デフォルトで１つのbaserCMS内に複数設置する事が出来る。
- CakePHPをベースに作られており、命名規則など共通したルールにそって開発されている為、ソースコードの可視性が高く、カスタマイズが容易である。
- 主にコーポレートサイトで利用されるためか、baserCMSを導入した多くのサイトが独自のデザインで構築されており、テーマの公開数はまだ少ない。

### ライセンス
バージョン1系列はGPL v2で配布されている。バージョン2系列以降はMIT Licenseで配布されている。

### セキュリティに対する取り組み
バージョン3.0.8からgithubとTravisCIを連携利用し継続的にユニットテストを自動実施している。
バージョン4.0.7から継続的WebセキュリティテストサービスであるVaddyを利用し開発されている。

### テンプレート、テーマ
baserCMSのテーマやテンプレートはPHPで開発され、HTMLやCSSに加え簡単なPHPの知識があれば、誰でも制作が可能である。また、baserCMSの独自関数や、CakePHPの関数が利用できる為、それらの知識があれば、より一層自由度の高い開発が可能である。
なお、baserCMSのテーマは、複数のテンプレートファイルから成り立っており、命名規則に従ったフォルダ構造になっている。

#### 第1回baserCMSテーマコンテスト
2012年10月に開催されたbaserCMSで利用できるテーマを募ったコンテスト。グランプリを獲得したテーマ「nada_icon」は、その後のbaserCMSに標準で搭載されるようになった。

#### 第2回baserCMSテーマコンテスト
2014年3月に開催された２回目のテーマコンテスト。シングルページレイアウトを採用した「m-single」がグランプリを受賞した。このテーマは、ver.3.0.2から標準でbaserCMSに搭載されるようになった。

### プラグイン
baserCMSではデフォルトで入っていない機能をプラグインを利用することで追加する事が出来る。公式サイトでの配布の他、開発者個人のブログやGitHubなどで公開・配布されている。
プラグインの制作についても、baserCMSの独自関数やCakePHPの関数が利用でき、MVC（モデル・ビュー・コントローラー）を用いて開発される。

### べっしー
べっしーはbaserCMSの公式マスコットキャラクター。カネウチカズコにより制作され、2013年8月にデビューした。現在では、公式サイトやイベント配布用のステッカーなど、baserCMSに関連する広報物の多くに利用されている。

## baserマーケット
「baserマーケット」は、2014年3月31日に公開されたbaserCMS専用のショッピングサイトで、baserCMS上で動作するプラグインやテーマの販売が行われている。